# Вступ Угорщини до Європейського Союзу
Вступ Угорщини до Європейського Союзу (угор. Magyarország csatlakozása az Európai Unióhoz) — процес, який дозволив Угорщині приєднатися до Європейського Союзу 1 травня 2004 року. Таким чином, Європейський Союз був розширений до 25 держав, причому Угорщина увійшла одночасно з 9 іншими державами.

## Історія

### Початкова ситуація
У 1990 році Угорщина приєдналася до Ради Європи.
Угорщина підписала Угоду про асоціацію з Європейським Союзом 16 грудня 1991 року комерційні положення яких набрали чинності 1 березня 1992 року. Сама Угода про асоціацію набула чинності 1 лютого 1994 року.

### Подача заявки, по дорозі на переговори
31 березня 1994 року, Петер Борошш звернувся з заявкою Угорщини на членство в Європейському Союзі Каролосу Папуліасу, тодішньому міністру закордонних справ Греції та діючому голові Ради Європейського Союзу.
Від імені Уряду Угорської Республіки маю честь повідомити вам, що відповідно до статті O Договору про Європейський Союз Угорська Республіка цим подає заявку на вступ до Європейського Союзу.— Петер Борошш, офіційна заявка Угорщини на членство в Європейському Союзі
Комісія дала висновок щодо заявки Угорщини на членство у липні 1997 року. У цьому висновку Комісія представила свою думку щодо різних пунктів acquis communautaire:
- Стосовно ЄВС Комісія вважала, що участь Угорщини в зоні євро після її вступу до Союзу була передчасною. Однак у цьому питанні він пропонує Угорщині привести законодавство Національного банку у відповідність із acquis.[5]
- у сфері транспорту Комісія вважала, що Угорщина повинна докласти додаткових зусиль у сфері автомобільного транспорту (доступ до ринку, соціальні правила та безпека) та прав доступу в залізничному секторі.[6]
- У висновку рекомендовано здійснювати моніторинг певних енергетичних галузей, таких як ціноутворення на енергію, доступ до мереж, підвищення енергоефективності та стандарти якості палива. Висновок не передбачає особливих труднощів щодо дотримання Договору про Євратом.[7]
- нарешті, Комісія вважала, що Угорщина досягла прогресу з точки зору конкуренції шляхом прийняття нового закону. Однак вона додала, що рівень прозорості у сфері державної допомоги необхідно підвищити.

Рішення про початок переговорів прийнято 12-13 грудня 1997 року на засіданні Європейської Ради в Люксембурзі.

### Перемовини

#### 1998 рік: Міжурядова конференція та перша доповідь Комісії
31 березня 1998 року було відкрито Міжурядову конференцію з питань вступу між ЄС та 6 країнами-кандидатами, у тому числі Угорщиною. Того ж дня було прийнято Партнерство приєднання Естонії. Пріоритети партнерства щодо вступу визначені на коротко- та середньострокову перспективу, які мають розглянути до 2000 та 2003 років відповідно. Фінансова база Партнерства приєднання складається з програми PHARE, програми SAPARD та програми ISPA. Програма PHARE надала 1,030 мільярда євро з 1990 по 1999 рік і 96 мільйонів євро з 2000 по 2002 рік. Сума програми САПАРД у 2002 році склала 39,8 млн євро, а програма ISPA — 93,9 млн євро.
У листопаді 1998 року, Комісія опублікувала звіт, в якому обговорювала прогрес, досягнутий Угорщиною у acquis communautaire. У доповіді відзначається досягнення певного прогресу, зокрема в плані розвитку конкурентоспроможності угорської промисловості за рахунок інвестицій, вільного руху товарів, освіти та навчання, засобів масової інформації (зокрема шляхом транспонування директиви Телебачення без кордонів), технологічні дослідження та розробки та інформаційне суспільство.
Однак у звіті підкреслюється, що необхідно докласти зусиль:
- щодо ЄВС, підготовка якого до участі країни має прогресувати.[16]
- стосовно рибальства, Комісія закликала зміцнити інституції та органи моніторингу.[17]
- у сфері оподаткування, зокрема щодо ПДВ та вжиття заходів, спрямованих на посилення адміністративної співпраці.[18]
- в умовах конкуренції, у сфері державної допомоги (прозорість надання, відповідність нормативно-правової бази цієї допомоги тощо).[19]
- щодо технічних стандартів для дорожнього транспорту, безпеки дорожнього руху та інфраструктури внутрішнього судноплавства. Нарешті, у висновку наголошується, що необхідно докладати подальших зусиль для гармонізації законодавства щодо цивільної авіації, залізничного та комбінованого транспорту.[20]
- в екологічних питаннях, оскільки думка свідчить про те, що Угорщині не вдалося поважати короткострокові пріоритети партнерства, а також уповільнення процесу гармонізації законодавства у цій сфері.[21]
- у сфері телекомунікацій і зокрема щодо лібералізації та чесної конкуренції.[22]

#### Прогрес acquis у 1999 році
У жовтні 1999 року, Комісія опублікувала свій другий підсумковий звіт, у якому вона висвітлювала весь прогрес, досягнутий Угорщиною протягом року.
Комісія зазначила в цьому звіті, що прогрес Угорщини в підготовці до участі в Економічному та валютному союзі був дуже обмеженим. Аналогічно, Угорщина досягла незначного прогресу у транспонуванні acquis щодо аграрної політики. Цей обмежений прогрес також впливає на область рибальства, хоча географічне положення Угорщини обмежує значення цього сектора.
Що стосується соціальних питань, у звіті відзначається прогрес у транспонуванні acquis, але закликається приділити більше уваги з точки зору захисту здоров’я та безпеки на робочому місці. Щодо оподаткування, було відзначено прогрес у вирівнюванні ПДВ. Те ж саме стосується і acquis в галузі енергетики, хоча зусилля все ще були необхідні, зокрема шляхом прийняття певних директив щодо внутрішнього енергетичного ринку. Також було відзначено прогрес у сфері інформаційного суспільства завдяки, зокрема, участі країни у п'ятій рамковій програмі.
У сфері поліції та боротьби з корупцією досягнуто значних успіхів. Вони були більш помірними в питаннях правосуддя, наркотиків та імміграції. Комісія зазначає з цього останнього пункту, що не було досягнуто прогресу в плані прикордонного контролю та права на притулок.
У екологічних питаннях відмічено прогрес в охороні природи, боротьбі із забрудненням (промислові установки, горіння тощо) та боротьбі з великими аваріями. Досі потрібні були зусилля для управління відходами, водою та якістю повітря.
Перш за все, Комісія відзначає прогрес у сфері конвергенції промислової політики. У висновку зазначається, що галузі продовжили реструктуризацію, зокрема, завдяки прямим іноземним інвестиціям. Нарешті, участь Угорщини в третій багаторічній програмі Співтовариства (1997-2000 рр.) щодо МСП дала хороші результати у підтримці їх розвитку.
Комісія оголошує, що Угорщині доведеться розгорнути достатній потенціал для управління можливими міграційними потоками з сусідніх країн через можливу напруженість у громаді.

#### Звіт за 2000 рік
Третій підсумковий звіт був прийнятий Комісією в листопаді 2000 року.
Протягом цього періоду Комісія відзначає незначний прогрес у підготовці до участі Угорщини в ЄВС, хоча угорська валюта була прив’язана до євро з січня 2000 року. У соціальних питаннях звіт підтвердив прогрес, досягнутий у 1999 році, незважаючи на застереження (наприклад, показники здоров’я, які не відповідають цифрам Союзу).
Що стосується непрямого оподаткування, Комісія відзначила реальний прогрес, хоча й обмежений. З точки зору ПДВ, знижені ставки здебільшого були скасовані, за винятком деяких, які продовжували користуватися ставкою 12 %. Щодо акцизних зборів було відмічено прогрес, хоча певні міцні напої й напої все ще підлягають іншим ставкам. Крім того, створено відділ запобігання шахрайству та збільшено кількість перевірок та ревізій.
Що стосується внутрішнього енергетичного ринку, у доповіді Комісії зазначено, що все ще є можливості для покращення лібералізації з метою інтеграції у внутрішній енергетичний ринок та енергоефективності (директива 98/30/EC – відома як «газ – та Директиви 96/92/EC – відомі як електрика, які з тих пір були скасовані).

#### Еволюція переговорів у 2001 році
У звіті Комісії в листопаді 2001 року повідомили про значний і широкий прогрес у прийнятті acquis ЄВС, а також у законодавстві про працю та охорону здоров'я, промисловій політиці, конкуренції, охороні навколишнього середовища, оподаткуванні, освіта та навчання, закон про поліцію та притулок і, нарешті, щодо вільного пересування товарів.
З іншого боку, у звіті було виявлено обмежений прогрес у наступних сферах:
- у сільському господарстві або, незважаючи на продовження транспонування acquis, цей сектор залишався неконкурентоспроможним. Те ж саме стосується риболовлі, де не було зафіксовано жодного прогресу.[49]
- сфера транспорту досягла незначного прогресу в залізничному, авіаційному та автомобільному секторах.[50]
- у сфері енергетики з моменту лібералізації ринку електроенергії та газового сектора досягнуто незначного прогресу.[51]
- в аудіовізуальному секторі, де не було відмічено жодного прогресу.[52]

#### Хід переговорів 2002 року
У своєму звіті жовтня 2002 року, Комісія зазначила, що Угорщина наблизилася до acquis у багатьох сферах: про ЄВС, про медіа та аудіовізуал, про захист прав споживачів (розділ також тимчасово закритий). Аналогічно, зусилля були зроблені в сферах промислової політики та політики на користь МСП, а також у сфері вільного руху товарів та Митного союзу.
Однак в інших сферах, таких як сільське господарство та рибальство або пряме та непряме оподаткування, було досягнуто незначного прогресу.
Нарешті остаточно завершилися переговори на Європейській раді 12 і 13 грудня 2002 року щодо десяти країн розширення 2004 року.

### Референдум і членство
23 березня 2003 року, політичні рухи проти членства Угорщини – Угорський рух за захист території, Рух за вільну Угорщину і, нарешті, Рух за кращу Угорщину – організували конференцію в Будапешті проти членства країн.

Угорщина організовала референдум 12 квітня 2003 року. На референдумі було поставлено таке питання:
Чи погоджуєтесь ви на вступ Угорщини до Європейського Союзу?
Членство підтримало 83,76% громадян Угорщини з коефіцієнтом участі 45,6 %.

## Деталі переговорного процесу
Країна входить до Люксембурзької групи, тому переговори розпочалися 31 березня 1998 року і остаточно закрито в грудні 2002 року для десяти країн розширення 2004 року.

## Перешкоди

### Наявність у чорному списку FATF
До приєднання Угорщина була внесена в чорний список групи з фінансових заходів з боротьби з відмиванням грошей.

### Меншини

#### Циганські меншини в Угорщині
Меншини становили близько 10 % населення Угорщини, приблизно один мільйон осіб. Посилення прав людини та основних свобод у країні дозволило їх інтегрувати, за винятком циганської меншини. Останні з населенням близько півмільйона людей є особливо бідною та незаможною категорією в країні, яка стикається з різними формами відчуження.
Незважаючи на вжиті заходи, у 2003 році здавалося, що цигани все ще зазнали численних форм дискримінації.

#### Угорські меншини в сусідніх країнах
У сусідніх з Угорщиною країнах є значні мадярські меншини через те, що деякі території раніше були угорськими. У 1996 році це населення становило приблизно 3 мільйони людей, і серед них були: 12% населення Словаччини, 7% населення Румунії, 450 000 осіб у Воєводині (Сербія) та 200 000 угорців в Україні.
Першу двосторонню угоду на цю тему було підписано з Україною 6 грудня 1991 року. За цією угодою вона відмовляється від будь-яких територіальних претензій в Україні. Між Словаччиною було укладено двосторонню угоду 16 березня 1995 року. Угоду з Румунією було укладено 16 вересня 1996 року.

### Моніторинг кордону
Угорщина, з огляду на членство та зобов’язання, які випливають із її участі в Шенгенській конвенції, була змушена переглянути свою політику нагляду за кордоном. Країна справді була оточена чотирма країнами за межами Союзу (три з моменту вступу Румунії до Союзу в 2007 році), які є джерелом значних потоків як регулярної, так і нелегальної імміграції.
Крім того, Угорщина тоді була великим центром торгівлі людьми (переважно проституцією чи порнографією). Комісія також наголошує на неадекватности прикордонного контролю з точки зору піратства та підробки.
Угорщина повинна була досить суворо контролювати свої кордони, щоб гарантувати свій вступ.

## Громадська думка

### Позиція угорської еліти
| Дата     | Виборчий інститут                            | Позитивний імідж Союзу | Негативний імідж Союзу | Нейтральна позиція |
| -------- | -------------------------------------------- | ---------------------- | ---------------------- | ------------------ |
| 1996 рік | Євробарометр 7 Центральної та Східної Європи | 86 %                   | 3 %                    | 7 %                |
| 1997 рік | Євробарометр 8 Центральної та Східної Європи | 86 %                   | 9 %                    | 1 %                |

Усі угорські політичні формування виступали за приєднання до Союзу, лише ультраправі партії, тобто MOEP та Угорська партія справедливости та життя, закликали виборців голосувати проти на референдумі. Різні рухи проти інтеграції – Угорський рух за захист території, Рух за вільну Угорщину і, нарешті, Рух за кращу Угорщину – порівнювали членство з колонізацією Європейського Союзу п’ятнадцяти країн Центральної та Східної Європи, а лідер Угорського національного фронту Ерне Розгоньї, зі свого боку, підтвердив, що членство перетворить угорців на «рабів Європи п’ятнадцяти. І навпаки, ці противники вступу до Союзу заявили про утворення між ЦСЄ зони вільної торгівлі за зразком Австро-Угорської імперії.

### Ставлення населення
Серед опитувань, які виявили позицію громадської думки щодо членства, є Євробарометр Центральної та Східної Європи, який був організований з 1990 по 1998 роки.
| Дата     | Виборчий інститут                            | Позитивні | Негативні | Нейтральні | Не знаю |
| -------- | -------------------------------------------- | --------- | --------- | ---------- | ------- |
| 1990 рік | Євробарометр 1 Центральної та Східної Європи | 51 %      | 2 %       | 27 %       | 20 %    |
| 1991 рік | Євробарометр 2 Центральної та Східної Європи | 42 %      | 4 %       | 28 %       | 26 %    |
| 1992 рік | Євробарометр 3 Центральної та Східної Європи | 34 %      | 6 %       | 34 %       | 26 %    |
| 1993 рік | Євробарометр 4 Центральної та Східної Європи | 36 %      | 8 %       | 32 %       | 24 %    |
| 1994 рік | Євробарометр 5 Центральної та Східної Європи | 32 %      | 8 %       | 28 %       | 32 %    |
| 1995 рік | Євробарометр 6 Центральної та Східної Європи | 30 %      | 9 %       | 28 %       | 33 %    |
| 1996 рік | Євробарометр 7 Центральної та Східної Європи | 33 %      | 11 %      | 32 %       | 24 %    |
| 1997 рік | Євробарометр 8 Центральної та Східної Європи | 42 %      | 7 %       | 30 %       | 21 %    |

Велику кількість респондентів, які не визначилися і нейтральних, не обов'язково можна пояснити браком інформації. Також слід враховувати наближення парламентських виборів або незацікавленість населення. Таким чином, ми стикаємося з гіпотезою обізнаних людей, але які ще не сформулювали власної думки.

### Звіт комісії
- Commission européenne (juillet 1997). Rapport de la Commission [COM(97)2001 final - Non publié au Journal officiel]. Comeuro97., 51997DC2001
- Commission européenne (décembre 1998). Rapport de la Commission [COM(98) 700 final - Non publié au Journal officiel]. Comeuro98., 51998DC0700
- Commission européenne (octobre 1999). Rapport de la Commission [COM(1999) 505 final - Non publié au Journal officiel]. Comeuro99., 51999DC0505
- Commission européenne (novembre 2000). Rapport de la Commission [COM(2000) 705 final - Non publié au Journal officiel]. Comeuro00., 52000DC0705
- Commission européenne (novembre 2001). Rapport de la Commission [COM(2001) 700 final - SEC(2001) 1748 - Non publié au Journal officiel]. Comeuro01. Архів оригіналу за 11 грудня 2018. Процитовано 4 червня 2022., notice bibliographique, 52001DC0700
- Commission européenne (octobre 2002). Rapport de la Commission [COM(2002) 700 final - SEC(2002) 1404 - Non publié au Journal officiel]. Comeuro02. Архів оригіналу за 4 червня 2022. Процитовано 4 червня 2022., notice bibliographique, 52002DC0700

#### Відновлення набутого
- Reprise de l'acquis communautaire : énergie. Europa (portail web). janvier 2004. énergie. Архів оригіналу за 30 червня 2015. Процитовано 4 червня 2022.
- Reprise de l'acquis communautaire : transports. Europa (portail web). janvier 2004. transport. Архів оригіналу за 13 квітня 2015. Процитовано 4 червня 2022.
- Reprise de l'acquis communautaire : UEM. Europa (portail web). mars 2003. UEM. Архів оригіналу за 13 квітня 2015. Процитовано 4 червня 2022.
- Reprise de l'acquis communautaire : politique agricole commune et politique commune de la pêche. Europa (portail web). février 2004. PACetPCP. Архів оригіналу за 13 квітня 2015. Процитовано 4 червня 2022.
- Reprise de l'acquis communautaire : industrie. Europa (portail web). mars 2004. industrie. Архів оригіналу за 13 квітня 2015. Процитовано 4 червня 2022.
- Reprise de l'acquis communautaire : libre circulation des marchandises. Europa (portail web). février 2004. circulation. Архів оригіналу за 29 червня 2015. Процитовано 4 червня 2022.
- Reprise de l'acquis communautaire : environnement. Europa (portail web). février 2004. environnement. Архів оригіналу за 13 квітня 2015. Процитовано 4 червня 2022.
- Reprise de l'acquis communautaire : concurrence. Europa (portail web). mars 2004. concurrence. Архів оригіналу за 30 червня 2015. Процитовано 4 червня 2022.
- Reprise de l'acquis communautaire : fiscalité. Europa (portail web). janvier 2004. fiscalité. Архів оригіналу за 6 квітня 2015. Процитовано 4 червня 2022.
- Reprise de l'acquis communautaire : éducation et formation. Europa (portail web). mars 2004. édu. Архів оригіналу за 29 червня 2015. Процитовано 4 червня 2022.
- Reprise de l'acquis communautaire : média, secteur audiovisuel. Europa (portail web). janvier 2004. média. Архів оригіналу за 6 квітня 2015. Процитовано 4 червня 2022.
- Reprise de l'acquis communautaire : recherche et développement technologique, télécommunications et services postaux. Europa (portail web). janvier 2004. télécom. Архів оригіналу за 29 червня 2015. Процитовано 4 червня 2022.
- Reprise de l'acquis communautaire : social, droit du travail. Europa (portail web). janvier 2004. social. Архів оригіналу за 13 квітня 2015. Процитовано 4 червня 2022.
- Reprise de l'acquis communautaire : liberté de circulation, police et justice. Europa (portail web). août 2005. police. Архів оригіналу за 13 квітня 2015. Процитовано 4 червня 2022.
- Reprise de l'acquis communautaire : protection des consommateurs. Europa (portail web). janvier 2004. consommateur. Архів оригіналу за 29 червня 2015. Процитовано 4 червня 2022.